# Amtsgericht Wreschen
Das Amtsgericht Wreschen war ein preußisches Amtsgericht mit Sitz in Wreschen (Provinz Posen).

## Geschichte
Das königlich preußische Amtsgericht Wreschen wurde mit Wirkung zum 1. Oktober 1879 als eines von fünf Amtsgerichten im Bezirk des Landgerichtes Gnesen im Bezirk des Oberlandesgerichtes Posen gebildet. Der Sitz des Gerichtes war  Wreschen. Sein Gerichtsbezirk umfasste den Kreis Wreschen. Am Gericht bestanden 1880 vier Richterstellen. Das Amtsgericht war damit ein mittelgroßes Amtsgericht im Landgerichtsbezirk. Gerichtstage wurden in Zerkow gehalten. Der Amtsgerichtsbezirk kam aufgrund des Versailler Vertrages 1919 zu Polen, und das Amtsgericht stellte seine Arbeit ein. An seiner Stelle wurde das polnische Sąd Powiatowy w Wrześni eingerichtet. Im Jahre 1939 wurde Polen deutsch besetzt. Im Rahmen der Neuorganisation der Gerichte in Ostdeutschland und im ehemaligen Polen wurden das Amtsgericht Wreschen neu gebildet, nun aber dem Landgericht Posen zugeordnet.
Im Jahre 1945 wurde der Amtsgerichtsbezirk unter polnische Verwaltung gestellt, und die deutschen Einwohner wurden vertrieben. Damit endete auch die Geschichte des Amtsgerichtes Wreschen.